# Pedro Armillas
Pedro Armillas García (9 de septiembre de 1914 – 11 de abril de 1984) fue un académico, antropólogo y arqueólogo español. Se distinguió por sus estudios sobre las culturas mesoamericanas precolombinas durante los años de 1950 a 1970. Como arqueólogo se le conoció por su trabajo de campo y excavaciones en diversos sitios de México, particularmente del centro y del norte de ese país. Hizo aportaciones a la teoría de la arqueología. Su estudio del cómo la agricultura mesoamericana influyó en el desarrollo de las culturas de tal región de América fue pionero en su rama y posiblemente fue el primero en investigar los métodos precolombinos de irrigación así como los sistemas hidráulicos involucrados.
Se inscribió en la Escuela Nacional de Antropología e Historia donde comenzó su formación y más tarde se convertiría en profesor. 
Además de la ENAH, también dio clases en la Universidad del sur de Illinois en Estados Unidos. Entre 1941 y 1980 desarrolló trabajos de campo en la cuenca de México, Tlaxcala, Guerrero, Oaxaca y el norte de San Luis Potosí.

## Datos biográficos
Pedro Armillas nació el 9 de septiembre de 1914 en San Sebastián en el país Vasco, de familia de origen aragonés y riojano. A los dos años se trasladó a Madrid. Posteriormente ingresó al bachillerato en el Instituto Madrileño de San Isidro, pero su familia se desplazó a Barcelona, ocasionando que en esta ciudad completara sus estudios de bachiller en ciencias de la Universidad . En 1932 se graduó del Instituto Balmes de Barcelona.
Al inicio de la guerra civil española se unió a las fuerzas republicanas. Se le destinó a artillería, inicialmente en las baterías de defensa costera y luego al frente de Aragón. Pocos meses después fue transferido al Cuartel General del Ejército del Este para cumplir labores de Estado Mayor, que abandonó para volver al frente, donde fue herido en una pierna en marzo de 1938. Volvió luego al Estado Mayor, a la Comandancia General de Artillería, como oficial de Información, donde fue ascendido a capitán de artillería. En 1937 se había casado con su novia de varios años Ángeles Gil, con quien posteriormente tuvo dos hijos, exiliándose más tarde a Francia donde pasó por los campos de concentración de Saint-Cyprien y de Le Barcarés. En mayo de 1939 logra obtener un pasaje en el buque Sinaia y parte hacia México. El 19 de junio Armillas y su esposa llegan a Veracruz y se trasladan a México, D. F. En México se incorporó al Instituto Nacional de Antropología e Historia en donde fue catedrático. 
En un banquete de la escuela Normal, Armillas conoce a Ricardo Pozas, quien la habla de la recién fundada Escuela Nacional de Antropología e Historia. Armillas se inscribe, en 1940 a la ENAH, donde recibe un curso de topografía para arqueólogos por parte de Rubín de Borbolla.
En esa época inició su vínculo y estudios sobre el pueblo Tzeltal, en Chiapas.Trabajo como ingeniero de la Comisión Agraria Mixta de Estado de Chiapas, ya que por haber sido artillero, sabía lo suficiente sobre topografía. 
Fue contratado para hacer el levantamiento de Cacaxtla, en Tlaxcala gracias a sus conocimientos topográficos y militares,
Fue el encargado de la brecha de Xochicalco y de las excavaciones del juego de pelota de ese lugar, bajo la dirección de Eduardo Noguera.
En los años 1940, Armillas condujo excavaciones en Teotihuacán en el Valle de México, dando continuidad a los trabajos de George Vaillant, Eduardo Noguera, y Sigvald Linné.
Para 1942, a las órdenes de Caso inicia las excavaciones en Teotihuacán y en 1944, hace las excavaciones en Tepantitla, donde descubre los murales de Tlalocan. Durante 1946 obtiene una beca Guggenheim y se va a Nueva York junto con su familia a estudiar en la Universidad de Columbia. Entre 1949 y 1954 forma parte del cuerpo lectivo del Mexico City College, más tarde Universidad de las Américas.
A partir de los años 1960 dio cursos de arqueología en diversas universidades de los Estados Unidos, incluyendo la Universidad de Chicago.
En 1973, el INAH organiza un taller avanzado de arqueología para ampliar los conocimientos prácticos de jóvenes arqueólogos, dirigido por Pedro Armillas.

## Obras
- The Aztec Empire: Culture and Envioroment (El imperio Azteca: cultura y ambiente)
- The ecology of colonialism in the New World (La ecología del colonialismo en el Nuevo Mundo)
- El paisaje agrario azteca.